# Chasmina
Chasmina là một chi bướm đêm thuộc họ Noctuidae.

## Các loài
- Chasmina alcidamea Druce, 1890
- Chasmina basiflava Holloway, 1979
- Chasmina candida Walker, 1865
- Chasmina coremata Holloway, 1989
- Chasmina fasciculosa Walker, 1858
- Chasmina gracilipalpis Warren, 1912
- Chasmina judicata Walker, 1858
- Chasmina lispodes Turner, 1936
- Chasmina malagasy Viette, 1965
- Chasmina mexicana Draudt, 1927
- Chasmina nigropunctata Bethune-Baker, 1908
- Chasmina pulchra Walker, [1858]
- Chasmina sundana Holloway, 1989
- Chasmina tenuilinea Hampson, 1910
- Chasmina tibialis Fabricius, 1775
- Chasmina tibiopunctata Bethune-Baker, 1908
- Chasmina verticata Warren, 1913
- Chasmina vestae Guenée, 1852
- Chasmina viridis Robinson, 1975
- Chasmina zonata Walker, 1866